# Micro Focus
Micro Focus (Micro Focus International) — британская компания, производитель программного обеспечения для организаций. Исторически основной бизнес — создание реализаций Кобола для оборудования, отличного от традиционных мейнфреймов, впоследствии за счёт слияний и поглощений заполучила в свои активы широкий портфель тиражируемого программного обеспечения, в том числе, унаследованного от корпораций Borland и Hewlett Packard Enterprise.
Штаб-квартира — в Ньюбери, акции компании торговались на Лондонской фондовой бирже и входили в индекс FTSE 250.

## История
Основана в 1976 году. Первый продукт — CIS COBOL — реализация Кобола для микрокомпьютеров, за продукт фирма получила в 1981 году Королевскую премию для предприятий (англ. Queen’s Awards for Enterprise) в номинации за инновации (стала первой компанией-разработчиком программного обеспечения, получившей такую награду).
В 1998 году за $534 млн компания приобрела фирму Intersolv, занимавшуюся внедрением бизнес-приложений, объединённую компанию переименовали в Merant. В том же году была поглощена компания—разработчик СУБД XDB — XDB Systems. В 2001 году кобол-бизнес был отделён от Merant на средства от Golden Gate Capital, и получил наименование Micro Focus; в 2005 году выделенная компания провела IPO на Лондонской фондовой бирже (тикер MCRO).
В июне 2008 года компания приобрела израильскую компанию NetManage за $73,3 млн. В июле 2008 года поглощена техасская частная компания Liant Software, владевшая активами Ryan-McFarland — основного конкурента в 1980-х, разрабатывавшего компиляторы для Кобола (RM Cobol), Фортрана и ПЛ/1. В июле 2009 года поглощена корпорация Borland, на тот момент уже не владевшая Delphi, но обладавшая весьма широким портфелем программных систем управления жизненным циклом программного обеспечения, включая активы Compuware (среди продуктов — TestPartner, Together).
В 2011 году компания утверждала, что полиция Нового Южного Уэльса и некоторые другие учреждения использовали 16,5 тыс. копий программы ViewNow на различных компьютерах, притом что приобрели лишь 6,5 тыс. лицензий, потребовав $12 млн; в 2012 году спор был урегулирован во внесудебном порядке.
В декабре 2013 года компания приобрела линейки программных продуктов Orbix, Orbacus и Artix у Progress Software (реализации CORBA, изначально разработанные IONA).
15 сентября 2014 года объявлено о приобретении Attachmate за $1,2 млрд, владеющей активами компаний NetIQ, Novell и SUSE (компания), в результате сделки инвестиционные группы, владевшие Attachme, получили 40 % акций Micro Focus.
В 2015 году поглощена компания-производитель программного обеспечения для аутентификации Authasas. 2 мая 2016 года завершена сделка по приобретению Serena Software, оцененная в $540 млн.
7 сентября 2016 года сообщено о приобретении части бизнеса Hewlett Packard Enterprise, занимающегося разработкой программного обеспечения, 1 сентября 2017 года поглощение завершено, в результате бывшие владельцы HPE получили 50,1 % акций Micro Focus, а компания HPE — $2,5 млрд наличными, общий объём сделки составил $8,8 млрд. В результате фирма получила широкий портфель программных продуктов по управлению ИТ, включая линейку OpenView, ряд систем организации разработки программного обеспечения, продукты для сбора, анализа и защиты информации, среди переданных активов — линейка продуктов Autonomy, которая приобреталась Hewlett-Packard в 2011 году за $10,2 млрд.
4 октября 2016 года приобретена фирма Gwava, разрабатывавшая программное обеспечение по электронной архивации для организаций.
19 марта 2018 года акции Micro Focus упали на 55 % после того, как компания предупредила о резком падении выручки; исполнительный директор Крис Сюй подал в отставку.
2 июля 2018 года было объявлено о продаже подразделения, разрабатывавшего Linux-дистрибутив SUSE, инвестфирме EQT Partners за $2,535 млрд.
В июле 2020 года Micro Focus приобрела турецкую компания, специализирующуюся на кибербезопасности, ATAR Labs за $8 млн.
В августе 2022 года канадская компания разработчик программного обеспечения OpenText объявила о начале приобретения Micro Focus за $6 млрд. Приобретение было завершено 31 января 2023 года.